# Serizzo
Serizzo o sarizzo è un termine di uso commerciale, per indicare una serie di litotipi di colore grigio scuro e grana uniforme, a composizione gneissica presenti soprattutto nelle aree delle Alpi Pennine, Lepontine e Retiche.
Con il termine "serizzo" si indicano principalmente paragneiss, rocce generate dalla metamorfosi di rocce sedimentarie o sedimenti, che in condizioni di temperatura e pressione crescenti generano prima micascisti e poi paragneiss. Il serizzo è formato da metamorfosi di sedimenti sabbioso-argillosi a una profondità di circa 7 km. Altri litotipi comprendono esemplari di quarziti ed ortogneiss fissili.
La loro scistosità ed il loro contenuto in mica relativamente elevato, è caratteristico di uno stile tettonico ampiamente variabile nel tempo e nello spazio.
Esso deriva da vecchi termini dialettali in uso nelle Alpi meridionali, soprattutto nelle regioni del Piemonte e del Ticino. Non si tratta quindi di un termine di petrografico descrittivo, e viene talvolta impiegato come sinonimo di "granito" o di "ghiandone", oppure di "gneiss", tutte rocce a composizione granitica più o meno metamorfizzate.
Le sue caratteristiche meccaniche e l'ampia disponibilità in forma di massi erratici diffusi in tutto il territorio comasco, brianteo e ossolano la rendono una roccia di largo impiego.

## Geologia
Dal punto di vista della tettonica il Serizzo è caratteristico della zona Pennidica formatasi durante l'orogenesi alpina quando la spinta della placca africana su quella europea ha compresso i sedimenti depositatisi lungo circa 700 km in un tratto di 125–150 km.
L'applicazione di queste forze agli ammassi rocciosi ha provocato deformazione sia per subduzione, sia per obduzione, sia per piegamento in una nuova catena montuosa.
Il maggior spessore degli ammassi rocciosi alpini, in seguito alla collisione delle placche continentali, si ha nel massiccio del San Gottardo-Aare e nel territorio del Ticino (nel nord del Ticino spessore crosta continentale è di 60 km). La falda Pennidica, spessa più di un km, si è formata per sovrapposizione lungo faglie o pieghe di frammenti crostali spintisi a vicenda. In queste condizioni si sono formati minerali e rocce tipici di condizioni di alta pressione. Al pennidico appartengono anche altre rocce formatesi ad alta profondità come marmi, serpentini, eclogiti; inoltre sono presenti rocce sottoposte a metasomatismo.

### Caratteristiche petrografiche
Il serizzo è composto da quarzo, biotite scura e feldspato bianco; la muscovite è l'unico minerale scintillante.
La biotite, definisce la tessitura foliata della roccia, piani di discontinuità che facilitano lo spacco naturale secondo lastre.
Se il taglio del serizzo avviene "contro", si evidenzia la struttura "occhiadina" caratterizzata da nuclei di quarzo o feldspato ammantati da cristalli di biotite.

## Aree estrattive

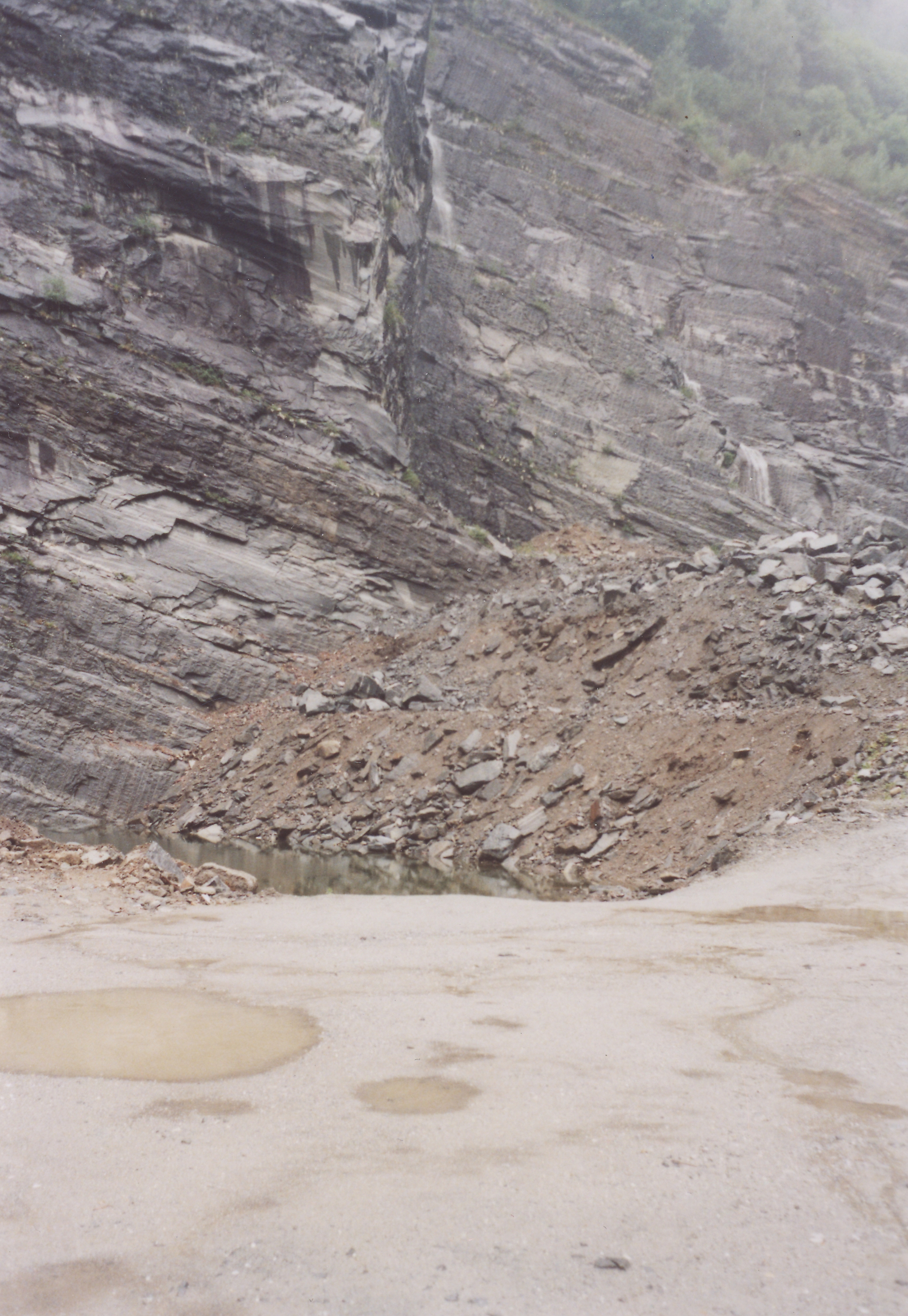
Cava di gneiss in Val Maggia

Lo gneiss detto "serizzo" si trova nella zona intorno a Crevoladossola, in Canton Ticino e a Sondrio. Per l'economia di queste aree, l'attività di estrazione e lavorazione della pietra è molto importante, ed ha notevolmente influenzato l'architettura regionale delle valli, in cui si usa tipicamente per elementi di muratura, rivestimenti di tetti e fontane.
Le aree estrattive comprendono
- Valle Antigorio (Serizzo Antigorio), la varietà più nota
- Val Formazza (Serizzo Formazza), altra varietà molto apprezzata
- Val Chiavenna (Serizzo Dubino)
- Valle Anzasca (Serizzo Monte Rosa)
- Val Masino (Serizzo Scuro Valmasino)
- Valle Verzasca tra Lavertezzo e Gerra (gneiss Verzasca), tra le più antiche aree estrattive
- Valle Levantina a Cresciano (gneiss levantino)
- Valle Maggia (gneiss Maggia)
- Valle di Blenio (Legiuna)
- Val Bregaglia (Soglio)
- Val Calanca (Calanca)
- Valle Onsernone e Valle di Vergeletto (Onsernone)
- Val Bavona

## Caratteristiche tecniche e uso
Il serizzo è resistente al gelo e all'usura; può essere lucido, fiammato e bocciardato (martellinato). Il serizzo proveniente dalla Val d'Ossola fu molto utilizzato, già in età romana, come pietra per l'edilizia e per realizzare manufatti, quali are o sarcofagi, come testimoniano i numerosi ritrovamenti provenienti da vari centri dell'Italia nord-occidentale, in particolare Milano e Pavia, dove la pietra giungeva tramite il Ticino.
Si utilizza sia in esterni che in interni, per esempio, in facciate, scale, pavimenti, arredo bagno e piani cucina. Al confine italo-svizzero, è usato anche nelle murature e nelle coperture degli edifici.
Queste caratteristiche, difficilmente rinvenibili nel settore edilizio, lo rendono particolarmente ricercato sia in ambito locale che all'estero. 
Grazie al suo aspetto, in particolare il colore e la tessitura, è tra i materiali lapidei più straordinari d'Europa, pertanto si usa per facciate elaborate, rivestimenti per interni, oggetti di design ed anche fontane.